# Тасос Булметис
Тасос Булметис (Τάσος Μπουνέλης 1957) је грчки режисер. Режирао је филмове: Политичка кухиња (Πολιτική κουζίνα), Југ (Νοτιάς) и филм 1968. Од наведених филмова, највише карата у биоскопима је продао филм Политичка кухиња.

## Биографија
Рођен је 1957. године у Истанбулу, али је 1964. био приморан да га напусти и пресели се у Грчку. Као млад је студирао физику на Универзитету у Атини, затим је са стипендијом Фондације Оназис студирао филмску и телевизијску продукцију на Калифорнијском универзитрту у Лос Анђелесу. По завршетку студија се вратио у Грчку и почео да се бави режирањем телевизијских серија и реклама.
Такође се бавио и продукцијом специјалних ефеката. 1990. је дебитовао као режисер својим филмом "Индустрија снова" (Βιοτεχνία Ονείρων)
2003. године је режирао свој следећи филм "Политичка кухиња". Филм је имао огроман комерцијални успех у Грчкој са 1.229.633 продатих карата. Овај филм и даље држи рекорд за највише продатих карата у Грчкој.Филм је освојио бројне награде у Грчкој. У исто време је добио и награде за режију и најбољи сценарио.
Његов следећи рад је био аутобиографски филм "Југ", чија је прва пројекција била 2016. године.2018. године је избацио драмски документарац  о победи АЕК-а над прашком Славијом 1968. у финалу европског купа у кошарци, који је носио име "1968".
На кратко време је радио као помоћни професор на Универзитету у Калифорнији, предавао је режију. Постао је управник Хеленске филмске академије 2009. године.

## Филмографија
- Индустрија снова (Βιοτεχνία Ονείρων 1990)
- Политичка кухиња (Πολιτική κουζίνα 2003)
- Југ (Νοτιάς 2016)
- 1968 (2018)